# NGC 769
NGC 769 (другие обозначения — UGC 1467, IRAS01567+3040, MCG 5-5-37, ARAK 70, ZWG 503.66, KUG 0156+306B, PGC 7537) — спиральная галактика (Sc) в созвездии Треугольник. Открыта Трумэном Саффордом в 1866 году. Описание Дрейера: «очень тусклый, очень маленький объект неправильной, но округлой формы, более яркий в середине, связан с тусклой звездой».
Несмотря на то, что Саффорд открыл эту галактику в 1866, как и некоторые другие, его результаты не были опубликованы до того, как был составлен Новый общий каталог. NGC 769 была переоткрыта Эдуардом Стефаном в 1882 году, и в каталоге именно он записан как первооткрыватель.
Этот объект входит в число перечисленных в оригинальной редакции «Нового общего каталога».